# 阴茎增长术
陰莖增長術（英語：Penis enlargement）是指通過各種醫學或非醫學方法試圖增加陰莖長度或周長的技術和程序。這些方法包括外科手術、藥物治療、物理牽引裝置和按摩等多種途徑。
從醫學角度而言，陰莖增長術主要分為手術方法和非手術方法兩大類。手術方法包括韌帶切斷術、脂肪移植和注射填充等；非手術方法則包括牽引裝置、真空泵、藥物和按摩等。然而目前醫學界對於這些方法的有效性和安全性仍存在爭議，大多數主流泌尿科醫學組織對此持謹慎態度。
各種陰莖增長方法都存在不同程度的風險和限制。外科手術可能導致感染、疤痕形成、神經損傷、勃起功能障碍等嚴重併發症；非手術方法的效果往往有限且缺乏長期研究支持。此外許多商業宣傳的「增長產品」缺乏科學依據，可能對健康造成危害。

## 方式

### 外科手术
通过在适当位置切断阴茎上的浅悬韧带和深悬韧带，分离出埋藏于在会阴内的的一段阴茎海绵体延伸到体外而使陰莖的可视长度增加，但实际上并没有改变阴茎的實際长度。与其它方法比较而言这是目前最简单有效的方法。但其能延長的長度將視每個人的內陰莖比例而有所差異，曾有案例是手術前後並無明顯增長。
其手术的缺点是手术后的阴茎由于割断了部分韧带而使陰莖缺乏原有的支撑力，不能达到原来的勃起角度，造成外觀上下垂的委靡感。另外，会在阴茎根部留下V字型的疤痕。更大的风险是这种外科手术可能不慎破坏阴茎的神经和血管，这将可能导致无法勃起以及龟头没有快感。也可能出现术后感染的并发症。
針對過度肥胖的人可以針對下腹部做局部抽脂，使遭脂肪埋藏的陰莖根部顯露，進而造成視覺上的延長。但無實際上的增長，只是把被脂肪蓋住的部分顯露出來而已。
另外，目前有一種在龜頭內注入玻尿酸的龜頭增大手術，但因玻尿酸經過一段時間後會被組織自行吸收，所以每經過一段時間後需反覆注射以維持其大小。並有一定風險例如龜頭組織的感染甚至是傷害到神經導致陽痿。且手術價格十分高昂。

### 服用药物
到目前為止，對成年人而言，世界各地的科學研究都沒有充分的文獻或數據可以證明任何一種食品或藥品可以達到永久的增長或增粗，僅可能促進陰莖盡可能的完全勃起造成視覺上的增大，但實際上其體積卻無任何改變。各國市面上充斥著許多號稱可以使陰莖再次發育的藥品或是食品，但事實上並沒有任何一種產品可以真正達到永久性的增長增粗增大的效果，多為促進其完全勃起的壯陽藥或是安慰劑。另外，雄性激素或是睪酮的補充也僅適用於激素分泌過少的人使之勃起功能恢復正常並增強勃起硬度或是持久度，但無法改變成年男子陰莖的大小，濫用或是過量都會造成體內原生雄性素因負回饋機制而更為減少甚至停止分泌，導致賀爾蒙失調與不可逆反應，造成永久性的性功能障礙甚至是睪丸及陰莖萎縮。濫用藥物終將造成無法挽回的遺憾。

### 按摩
通过手指或是儀器的按壓或是負壓真空原理，讓更多的血液流入陰莖內，以暫時性的增加陰莖內部的血液儲存量或促進局部的血液循環。坊間的印度放莖術即是利用此類方式，但這種非正式的醫療方法（或稱民俗療法）目前沒有足夠的證明其效果亦可能會造成多種副作用，且目前並沒有任何正式的醫療機構提供此治療項目，由此可見其效果及風險是合格的醫療院所所不願意承擔與承認的。
另外，因按摩力道的拿捏和其施力角度甚至是每個人身體的忍受程度不同，目前市售的存各種擠壓按摩的教學書籍或是儀器甚至是按摩的店家，皆有可能傷害到陰莖的組織構而造成暫時性甚至是永久性的傷害，例如水腫或內出血、發炎症狀、勃起軟弱無力、勃起維持時間縮短、甚至是永久性的勃起功能障礙。

### 物理牵引
真空吸引器：這原本是醫療上用來治療勃起障礙所使用的輔助器材，但在不肖業者誇大不實的廣告後使民眾產生誤解，認為可以促進陰莖發育、訓練降低敏感度、增強勃起硬度、甚至金槍不倒，這是錯誤的。其原理是採用一筒狀設計的器具套住陰莖後並抽氣，使之筒內形成真空狀態，使血液因負壓原理而流入陰莖後造成強行的勃起（而非受任何刺激後的正常勃起），並依靠其底部裝設一附有彈性的環形圈緊套住陰莖根部使血液無法回流自體內，以延長勃起時間。此類的方式僅是讓陰莖因物理作用而勃起，使海綿體充分的充血並留住血液，但完全不可能使陰莖有絲毫增大的效果，只要將套環取下待陰莖恢復鬆軟後便會恢復原本的大小。且存在著相當的風險(因為其真空狀態強迫的讓血液流向陰莖，並以陰莖環套住陰莖根部使血液堵塞於海綿體內，防止陰莖消軟)
醫學上借此治療器質性陽痿的病患，使病人能勃起並提供足夠的時間進行性行為。

## 另見
- 小阴茎
- 性崇拜